# 2025年采蒂涅槍擊案
當地時間2025年1月1日，黑山采蒂涅巴伊采發生槍擊案，共造成12人死亡，4人受傷。兇手當日晚自殺身亡。這是該國有史以來最嚴重的大規模槍擊案，也是采蒂涅繼2022年槍擊案後的第二宗大規模槍擊案。

## 槍擊案
1月1日下午約5點半，采蒂涅一家酒吧內爆發鬥毆。45歲男子阿措·馬丁諾維奇離開現場，回到家中取槍後返回酒吧，當場射殺4名男子並打傷4人。隨後馬丁諾維奇前往另一地點，再次槍殺4人。他逃離現場後繼續前往其他兩個地點，分別殺害2名兒童和2名成年人。死者中包括酒吧老闆及其2名年僅10歲和13歲的孩子。
警方封鎖通往采蒂涅的道路展開搜捕行動，並派遣特種部隊協助。部分死者後來被確認在巴伊采村遇害。在警方包圍下，馬丁諾維奇在采蒂涅郊區胡姆奇的家附近朝自己頭部開槍，於送醫途中不治身亡。多名傷者被送往波德戈里察醫院，其中4人情況危殆。
馬丁諾維奇曾因非法持槍以及家庭暴力被警方拘留，2005年因暴力行為被判緩刑。據報導，他在案發前整日飲酒。

## 反應
黑山總統亞科夫·米拉托維奇表示對這宗悲劇感到震驚，並在X／Twitter上寫道：「節日的歡樂氣氛不復存在……我們因無辜生命的逝去而感到悲痛。」黑山總理米洛伊科·斯帕伊奇前往探視部分傷者，並宣佈全國哀悼三天。同時取消所有預定的新年慶祝活動。政府表示，將考慮加強槍械管制法規。黑山內政部部長達尼洛·薩拉諾維奇表示，這次槍擊案反映「人際關係惡化的後果」。